# Spatharocandidat
Un spatharocandidat (en grec σπαθαροκανδιδᾶτος, spatharokandidatos) est une dignité aulique de rang intermédiaire dans l'Empire byzantin des VIIe – XIe siècles.

## Histoire
Le titre est créé comme mot-valise à partir des titres de spatharios et de kandidatos, lesquels désignent tous deux des gardes palatins aux IVe – VIe siècles. La première mention du titre apparaît dans l’Histoire de Sébéos et dans une lettre du pape Grégoire II adressée à l'empereur Léon III l'Isaurien (r. 717-741). John B. Bury accepte une création au début du VIIe siècle, mais le titre n'est clairement attesté qu'à partir du début du IXe siècle. Dans les taktika (listes de préséance) du IXe siècle, le titre occupe dans la hiérarchie impériale le rang sous celui de dishypatos et au-dessus de celui de spatharios, parmi les dignités des « hommes barbus » (les non-eunuques). Son insignium distinctif (brabeion) est une chaîne d'or (maniakion) portée sur la poitrine,.
Le titre n'est pas conféré aux eunuques, pour lesquels la dignité correspondante est celle de spatharokoubikoularios. D'après les sceaux, il est principalement associé à des rangs intermédiaires, tels que les notarioi et les juges de rangs inférieurs. Dans les taktika, le titre correspond à des fonctions situées dans la partie la moins élevée des fonctions senior de la hiérarchie civile et militaire : asekretis, kleisourarches, topoteretes ou tourmarches.
La dernière mention du titre date de 1094, et il n'est plus utilisé au plus tard au XIIe siècle.